# NGC 3044
NGC 3044 ist eine Balken-Spiralgalaxie mit ausgedehnten Sternentstehungsgebieten vom Hubble-Typ SBc im Sternbild Sextant südlich der Ekliptik. Sie ist schätzungsweise 51 Millionen Lichtjahre von der Milchstraße entfernt und hat einen Durchmesser von etwa 80.000 Lichtjahren.
Im selben Himmelsareal befinden sich u. a. die Galaxien NGC 3039, NGC 3042, NGC 3062.
Die Typ-IIL-Supernova SN 1983E wurde hier beobachtet.
Das Objekt wurde am 13. Dezember 1784 von Wilhelm Herschel entdeckt.